# Escuela de Ingeniería del Instituto Tecnológico de Massachusetts
La Escuela de Ingeniería del MIT ( SoE ) es una de las cinco escuelas del Instituto Tecnológico de Massachusetts, ubicada en Cambridge, Massachusetts, Estados Unidos. SoE tiene ocho departamentos académicos y dos institutos interdisciplinarios. La Escuela concede títulos de SB, MEng, SM, ingeniero y doctorado o ScD. Desde 2017, el decano de Ingeniería es el profesor Anantha Chandrakasan. La escuela es la más grande del MIT en cuanto a número de estudiantes de grado y posgrado y miembros del profesorado.

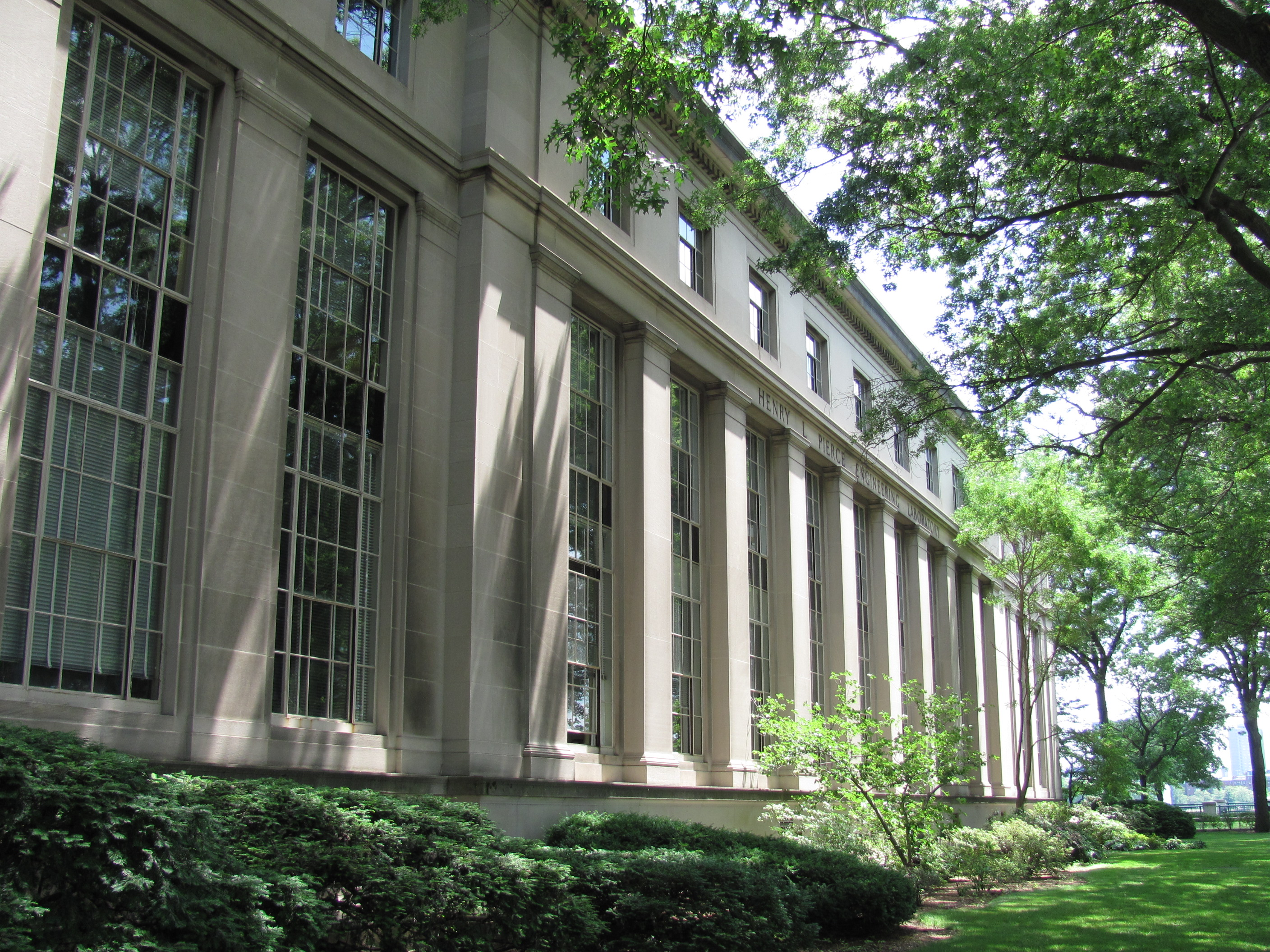

## Departamentos e iniciativas
Departamentos:
- Aeronáutica y Astronáutica (Curso 16)
- Ingeniería Biológica (Curso 20)
- Ingeniería Química (Curso 10)
- Ingeniería Civil y Ambiental (Curso 1)
- Ingeniería Eléctrica e Informática (Curso 6, departamento conjunto con MIT Schwarzman College of Computing )
- Ciencia e Ingeniería de Materiales (Curso 3)
- Ingeniería Mecánica (Curso 2)
- Ciencia e Ingeniería Nuclear (Curso 22)

Institutos:
- Instituto de Ingeniería y Ciencias Médicas
  - Programa de Ciencias y Tecnología de la Salud (conjunto MIT-Harvard, "HST" en el catálogo de cursos)

(En el campus, los departamentos y las titulaciones se denominan habitualmente por los números de catálogo de los cursos.)

## Laboratorios y centros de investigación.
- Laboratorio de Sistemas de Agua y Alimentos Abdul Latif Jameel
- Centro de sistemas avanzados de Energía Nuclear
- Centro de Ingeniería Computacional
- Centro de Ciencia e Ingeniería de Materiales
- Centro de Ingeniería Oceánica
- Centro de Transporte y Logística
- Centro de Rendimiento Industrial
- Instituto de Nanotecnologías para miembros del ejército
- Instituto Koch para la Investigación Integrativa del Cáncer
- Laboratorio de Sistemas de Información y Decisión
- Laboratorio de Manufactura y Productividad
- Centro de Procesamiento de Materiales
- Laboratorios de Tecnología de Microsistemas
- Centro de obras Beaver del laboratorio Lincoln del MIT
- Centro Novartis-MIT para la fabricación continua
- Laboratorio de Diseño de Ingeniería Oceánica
- Laboratorio de Investigación de Electrónica
- Centro INTELIGENTE
- Centro de Investigación de Sistemas Sociotécnicos
- Centro Tata de Tecnología y Diseño

## Cambios en 2020
El Laboratorio de Informática e Inteligencia Artificial, el Laboratorio de Sistemas de Información y Decisión y el Instituto de Datos, Sistemas y Sociedad se trasladaron a la Facultad de Informática Schwarzman del MIT tras su creación, y el Departamento de Ingeniería Eléctrica e Informática se administra ahora conjuntamente.

## Ex decanos de ingeniería del MIT
- Vannevar Bush 1931-1938
- Edward Leyburn Moreland 1938-1946
- Thomas Kilgore Sherwood 1946-1952
- Edward Lull Cochrane 1952-1954
- Carl Richard Soderberg 1954-1959
- Gordon Stanley Brown 1959-1968
- Raymond Lewis Bisplinghoff 1968-1971
- Alfred H. Keil 1971-1977
- James D. Bruce 1977-1978 (Decano interino)
- Robert Seamans 1978-1981
- Gerald L.Wilson 1981-1991
- Joel Moses 1991-1995
- Robert A. Marrón 1996-1999
- Thomas L. Magnanti 1999-2007
- Subra Suresh 2007-2009
- Cynthia Barnhart 2009–2011 (decana interina)